# Med 200 Kilometer i Timen
Med 200 Kilometer i Timen er en amerikansk stumfilm fra 1920 af Sam Wood.

## Medvirkende
- Wallace Reid
- Wanda Hawley som Sallie McPherson
- Theodore Roberts som John Ogden
- Tully Marshall som Donald McPherson
- Lucien Littlefield som Reginald Toby
- Guy Oliver som Pawn Broker
- Maxine Elliott Hicks
- Teddy Tetzlaff